# モハマド・イヴァン・ユソフ
モハマド・イヴァン・ユソフ（マレー語: Mohd Ivan Yusoff、1982年5月13日 - ）は、マレーシアの元サッカー選手。元マレーシア代表。ポジションはMF。

## クラブ歴
2003年にクアラルンプールFAで選手となった。2005シーズンにはプルリスFAに移籍、マレーシア・スーパーリーグ制覇に貢献した。2006年に再びクアラルンプールFAに復帰し、2009年にPKNS FCに移籍した。2011シーズンにマレーシアFAMリーグに所属するシャーザン・ムダFCに移籍し引退した。

## 代表歴
2004年10月13日に行われた2006 FIFAワールドカップ・アジア予選の香港代表戦で代表初出場を果たした。その後、2004 タイガーカップでも途中出場を重ねた。
代表初得点となったのはカンボジア代表戦で、6-0でこの試合は勝利している。また、AFCアジアカップ2007に出場する代表の一員となったが、ウズベキスタン代表との1試合に出場したのみとなった。